# Serre moi fort
Pour plus de détails, voir Fiche technique et Distribution.
Serre moi fort est un film français réalisé par Mathieu Amalric, sorti en 2021. Il a été projeté pour la première fois lors du Festival de Cannes en juillet 2021.

## Synopsis
Clarisse quitte le domicile conjugal, laissant son mari Marc élever seul leurs deux enfants.

## Fiche technique
- Titre original : Serre moi fort
- Titre à l'international : Hold Me Tight
- Réalisation : Mathieu Amalric
- Scénario : Mathieu Amalric, d'après la pièce Je reviens de loin de Claudine Galéa
- Photographie : Christophe Beaucarne
- Montage : François Gédigier
- Son : Olivier Mauvezin et Martin Boissau
- Costumes : Caroline Spieth
- Décors : Laurent Baude
- Production : Yaël Fogiel, Laetitia Gonzalez et Olivier Père
- Sociétés de production : Les Films du poisson, Gaumont Cinéma, Lupa Film et Arte France Cinéma[1]
- SOFICA : Cinémage 14, Indéfilms 8
- Budget : n/a
- Pays de production :  France
- Langue originale : français
- Format : couleur — 1,85:1 — Dolby SRD
- Genre : mélodrame
- Durée : 97 minutes
- Dates de sortie :
  - France : 14 juillet 2021 (Festival de Cannes) ; 8 septembre 2021 (sortie nationale)
  - Belgique : 1er septembre 2021 (Festival international du film de Bruxelles) ; 8 septembre 2021 (sortie nationale)

## Distribution
- Vicky Krieps : Clarisse, la mère
- Arieh Worthalter : Marc, le père
- Anne-Sophie Bowen-Chatet : Lucie
- Sacha Ardilly : Paul
- Juliette Benveniste : Lucie adolescente
- Aurèle Grzesik : Paul adolescent
- Aurélia Petit : l'amie de la station-service

## Production

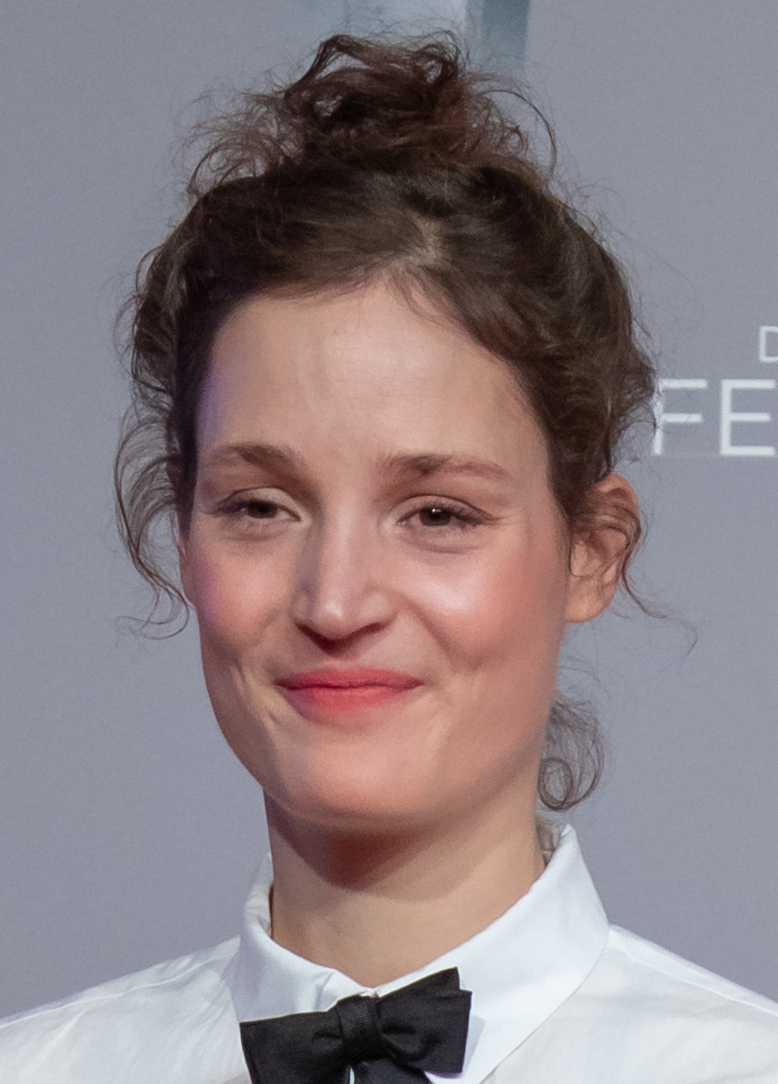
Vicky Krieps, qui joue le rôle de Clarisse, la mère.

### Projet et scénario
Sur le conseil de Laurent Ziserman — un ami de longue date du réalisateur — qui lui fait lire le texte, Mathieu Amalric décide d'adapter la pièce contemporaine de théâtre Je reviens de loin de la dramaturge française Claudine Galéa qui traite de la séparation d'une famille. Parue en 2003, cette pièce n'a toutefois jamais été montée sur scène avant la réalisation du film qui s'en inspire. Une autre source d'inspiration importante pour le réalisateur a été le travail du peintre américain Robert Bechtle (1932-2020) pour son approche hyperréaliste et autobiographique de ses sujets. Le titre de travail du film — qui revendique le genre du mélodrame — a évolué au cours de la période d'écriture et de financement du projet, passant de Serre-moins fort, à Serre moi fort. Au cours de l'adaptation, puis du tournage, Mathieu Amalric interagit régulièrement avec Claudine Galéa lors d'échanges afin de construire un film se servant des moyens spécifiques du cinéma pour la narration mais en restant dans l'esprit de la pièce originale, œuvre qui en définitive voit là sa première création scénique après toutefois une réalisation radiophonique créée en 2017 pour France Culture par Marguerite Gateau.
Huitième long métrage du réalisateur, le film est produit par la société Les Films du poisson qui avait déjà produit deux précédents films de Mathieu Amalric : La Chose publique en 2003 et Tournée en 2009. Il bénéficie de plus de l'avance sur recettes du Centre national du cinéma et de l'image animée ainsi que du soutien financier de la région Occitanie et de la région Nouvelle-Aquitaine[réf. nécessaire].

### Tournage et postproduction
Le tournage s'étale sur trois périodes distinctes afin de suivre, à la demande du réalisateur, l'évolution naturelle des saisons,. La première se déroule en mai 2019 durant une dizaine de jours dans les Pyrénées à Ganties et dans les environs de Saint-Gaudens,. En novembre 2019, il se poursuit au conservatoire de musique de La Rochelle ; à la piscine de Châtelaillon-Plage ; sur le navire L'Hermione, le théâtre de la Coupe d'Or et la maison de Pierre Loti à Rochefort ; et à la patinoire de Niort (avec des licenciés du club de patinage Niort Glace et du Niort Hockey Club),. Enfin, le tournage est complété par une dernière session en janvier 2020.
La pandémie de Covid-19 entraîne un confinement en France dès la mi-mars 2020 et l'arrêt de la plupart des activités cinématographiques sur une longue période. Le film, alors au stade de son montage, est stoppé à cette étape de sa création par Mathieu Amalric qui s'installe dans sa maison du Trégor en Bretagne durant cette période,. Après une tentative de travailler à distance avec son monteur habituel François Gédigier, il décide d'arrêter le processus, insatisfait du résultat et ayant le sentiment « d’abîmer le film » avec cette méthode de télétravail, et de se consacrer à autre chose. Le montage reprend et se termine à partir du mois de mai 2020. Cependant, les incertitudes sanitaires reportent sine die la sortie du film après la seconde fermeture des salles de cinéma en octobre 2020, le film étant toutefois projeté en séance privée pour les personnes qui y ont participé (techniciens, personnes ayant aidé et habitants) au cinéma Le Régent de Saint-Gaudens le 24 octobre 2020.

## Sortie et accueil

### Présentations festivalières et sorties nationales
Le film est retenu le 3 juin 2021 dans la sélection Cannes Première – la nouvelle compétition du Festival de Cannes destinée aux « cinéastes confirmés » –, créée lors de l'édition 2021, déplacée cette année-là au mois de juillet en raison de la pandémie de Covid-19, ; il y est projeté le 14 juillet. Serre moi fort est ensuite présenté lors du Festival international du film de Jérusalem le 25 août, puis au Festival international du film de Bruxelles le 1er septembre en tant que film d'ouverture.
La sortie nationale du film a lieu le 8 septembre 2021 en France et en Belgique.

### Accueil critique
En France, le site Allociné recense une moyenne des critiques presse de 3,8/5.

## Distinctions

### Nominations
- César 2022 : 
  - meilleure actrice pour Vicky Krieps
  - meilleure adaptation
- Magritte 2022 : meilleur acteur pour Arieh Worthalter